# Polyscias farinosa
Polyscias farinosa là một loài thực vật thuộc họ Araliaceae. Đây là loài đặc hữu của Ethiopia.